# Font d'en Bertran
La Font d'en Bertran és una font situada al terme municipal d'Anglès, comarca de la Selva (Girona). Està situada a 215 msnm.